# Capanna del Campo Tencia
La capanna del Campo Tencia è un rifugio alpino che si trova nel comune di Faido nelle Alpi Lepontine, posto a 2.140 m s.l.m. sul versante est del ghiacciaio del Campo Tencia.

## Storia
Fu inaugurata nel 1912, è stata ampliata nel 1933, e ricostruita a causa di un incendio nel 1977.

## Caratteristiche e informazioni
La capanna è disposta su tre piani. Refettorio unico per un totale di 80 posti. Sono a disposizione piani di cottura sia a legna che a gas, completi di utensili di cucina. I servizi igienici e l'acqua corrente sono all'interno dell'edificio. Il riscaldamento è a legna. L'illuminazione è prodotta da pannelli solari. I 71 posti letto sono suddivisi in sette stanze.

## Accessi
- Ponte Polpiano 1.365 m - è raggiungibile in auto. - Tempo di percorrenza: 2 ore e 30 minuti - Dislivello: 775 metri - Difficoltà: T2
- Dalpe 1.192 m - è raggiungibile anche con l'autobus di linea (linea 117). - Tempo di percorrenza: 3 ore - Dislivello: 948 metri - Difficoltà: T2
- Lago Tremorgio 1.848 m[2] - è raggiungibile con la funivia da Rodi. - Tempo di percorrenza: 2 ore e 30 minuti - Dislivello: 292 metri - Difficoltà: T2

## Escursioni
- Laghetto di Morghirolo (2.264 m)[3]  - Tempo di percorrenza: 30 min - Dislivello: 100 m - Difficoltà: T2

## Traversate
- Capanna Leìt 2 ore
- Capanna Alpe Sponda 3,30 ore
- Capanna Garzonera 4 ore
- Capanna Barone 8 ore